# Bactridium clavatum
Bactridium clavatum är en svamp som beskrevs av Miles Joseph Berkeley och Christopher Edmund Broome 1875. Arten är en sporsäcksvamp som ingår i släktet Bactridium. Inga underarter finns listade i Catalogue of Life.